# Platambus johannis
Platambus johannis är en skalbaggsart som först beskrevs av Henry Clinton Fall 1922.  Platambus johannis ingår i släktet Platambus och familjen dykare. Inga underarter finns listade i Catalogue of Life.